# Jonas Eidevall
Jonas Eidevall (Borås, Suecia; 28 de enero de 1983) es un entrenador sueco de fútbol. Es el entrenador del San Diego Wave de la National Women's Soccer League de Estados Unidos.

## Trayectoria
Eidevall comenzó su carrera como entrenador a la edad de 23 años siendo asistente en el Lunds BK de la División 2 en Escania. Después de tres años y medio como asistente, fue nombrado entrenador del club. En 2009, llevó al club a un primer puesto en la División 2 y al ascenso a la Primera División de Suecia.
En 2012 dejó Lund para unirse al Fotboll Club Rosengård del Damallsvenskan como asistente de entrenador. En 2013 asumió el cargo de entrenador principal. Lideró al equipo hacia los primeros lugares consecutivos en 2013 y 2014.
Dejó Rosengård en 2016 para unirse al equipo de la  Superettan el Helsingborgs IF como asistente del entrenador, bajo las órdenes de Henrik Larsson.
Después de un año en Helsingborgs, regresó a Rosengård. Llevó al club a una victoria de la Copa de Suecia Femenina en 2018 y a otro título de liga en 2019. En 2019, también llevó al Rosengård a los cuartos de final de la Liga de Campeones.
En junio de 2021, fue nombrado entrenador del Arsenal Women de la FA Women's Super League, en sustitución de Joe Montemurro.

## Estadísticas
Al 13 de noviembre de 2021
| Equipo        | País       | Año       | Registro | Registro | Registro | Registro | Registro      |
| Equipo        | País       | Año       | Total    | G        | E        | P        | Efectividad % |
| ------------- | ---------- | --------- | -------- | -------- | -------- | -------- | ------------- |
| FC Rosengård  | Suecia     | 2018-2021 | 93       | 60       | 20       | 13       | 64,52         |
| Arsenal Women | Inglaterra | 2021–     | 7        | 6        | 1        | 0        | 85,71         |
| Total         | Total      | Total     | 100      | 66       | 21       | 13       | 66,00         |

## Palmarés

### Títulos nacionales
| Título         | Club         | País   | Año     |
| -------------- | ------------ | ------ | ------- |
| Damallsvenskan | FC Rosengård | Suecia | 2013    |
| Damallsvenskan | FC Rosengård | Suecia | 2014    |
| Damallsvenskan | FC Rosengård | Suecia | 2019    |
| Copa de Suecia | FC Rosengård | Suecia | 2017-18 |